# Loches (quận)
Quận Loches là một quận của Pháp, nằm ở tỉnh Indre-et-Loire, ở vùng Centre-Val de Loire. Quận này có 6 tổng và 67 xã.

## Các đơn vị hành chính

### Các tổng
Các tổng của quận Loches là: 
1. Descartes
2. Le Grand-Pressigny
3. Ligueil
4. Loches
5. Montrésor
6. Preuilly-sur-Claise

### Các xã
Các xã của quận Loches, và mã INSEE là: 
| 1. Abilly (37001)                | 2. Azay-sur-Indre (37016)         | 3. Barrou (37019)                            | 4. Beaulieu-lès-Loches (37020)        |
| 5. Beaumont-Village (37023)      | 6. Betz-le-Château (37026)        | 7. Bossay-sur-Claise (37028)                 | 8. Bossée (37029)                     |
| 9. Bournan (37032)               | 10. Boussay (37033)               | 11. Bridoré (37039)                          | 12. Chambon (37048)                   |
| 13. Chambourg-sur-Indre (37049)  | 14. Chanceaux-près-Loches (37053) | 15. Charnizay (37061)                        | 16. Chaumussay (37064)                |
| 17. Chemillé-sur-Indrois (37069) | 18. Chédigny (37066)              | 19. Ciran (37078)                            | 20. Civray-sur-Esves (37080)          |
| 21. Cussay (37094)               | 22. Descartes (37115)             | 23. Dolus-le-Sec (37097)                     | 24. Draché (37098)                    |
| 25. Esves-le-Moutier (37103)     | 26. Ferrière-Larçon (37107)       | 27. Ferrière-sur-Beaulieu (37108)            | 28. Genillé (37111)                   |
| 29. La Celle-Guenand (37044)     | 30. La Celle-Saint-Avant (37045)  | 31. La Chapelle-Blanche-Saint-Martin (37057) | 32. La Guerche (37114)                |
| 33. Le Grand-Pressigny (37113)   | 34. Le Liège (37127)              | 35. Le Louroux (37136)                       | 36. Le Petit-Pressigny (37184)        |
| 37. Ligueil (37130)              | 38. Loches (37132)                | 39. Loché-sur-Indrois (37133)                | 40. Louans (37134)                    |
| 41. Manthelan (37143)            | 42. Marcé-sur-Esves (37145)       | 43. Montrésor (37157)                        | 44. Mouzay (37162)                    |
| 45. Neuilly-le-Brignon (37168)   | 46. Nouans-les-Fontaines (37173)  | 47. Orbigny (37177)                          | 48. Paulmy (37181)                    |
| 49. Perrusson (37183)            | 50. Preuilly-sur-Claise (37189)   | 51. Reignac-sur-Indre (37192)                | 52. Saint-Bauld (37209)               |
| 53. Saint-Flovier (37218)        | 54. Saint-Hippolyte (37221)       | 55. Saint-Jean-Saint-Germain (37222)         | 56. Saint-Quentin-sur-Indrois (37234) |
| 57. Saint-Senoch (37238)         | 58. Sennevières (37246)           | 59. Sepmes (37247)                           | 60. Tauxigny (37254)                  |
| 61. Tournon-Saint-Pierre (37259) | 62. Varennes (37265)              | 63. Verneuil-sur-Indre (37269)               | 64. Villedômain (37275)               |
| 65. Villeloin-Coulangé (37277)   | 66. Vou (37280)                   | 67. Yzeures-sur-Creuse (37282)               |                                       |